# Treehouse of Horror XXVII
Treehouse of Horror XXVII (рус. Домик ужасов на дереве 27) — четвёртый эпизод двадцать восьмого сезона мультсериала «Симпсоны». Вышел в эфир 16 октября 2016 года в США на телеканале FOX. Это юбилейный 600-й эпизод.

## Сюжет

### Вступление
Симпсоны на Хеллоуин идут на ёлочный базар, чтобы заранее купить рождественскую ель. Там их уже поджидают их враги: Сайдшоу Боб, лепрекон из серии «Treehouse of Horror XII», призрак Фрэнка Граймса (персонаж из серии «Homer’s Enemy») и Кэнг. Их всех легко побеждает одна Мэгги при помощи ножа, спрятанного в трость. Затем Фрэнк Граймс предупреждает, что в аду заставляют бесконечно смотреть все серии «Симпсонов».
Далее идёт сцена на диване, пародирующая фильм «Планета обезьян». Симпсоны сидят в клетке на планете, населённой живыми диванами. Один из диванов спасает их. Добравшись вместе с ним до безопасного места, Гомер оглушает его при помощи камня. Затем вся семья усаживается на этот диван.

### Dry Hard
Засушливые игры. Пародия на фильмы «Голодные игры» и «Безумный Макс: Дорога ярости». В Спрингфилде сильная засуха. В городе ни у кого нет ни капли воды, кроме мистера Бёрнса, у которого своё личное водохранилище. Ради шутки он устраивает смертельные бои между детьми, победитель которых сможет провести день в его водохранилище. Лиза находит себе тренера-алкоголика, который обучает её мастерству выживания. Во время сражения, находясь на арене внутри купола, Лиза обращается к жителям города. Она призывает их не бороться друг с другом, а использовать свои новые навыки против Бёрнса. Народ поддерживает её, детей освобождают и они все вместе направляются к водохранилищу. Там толпа подрывает дамбу. Вся вода растекается и затем уходит в землю… Однако неожиданно люди всё же получают то, что хотели. Начинается сильный дождь, который вызывает наводнение, а затем ударяют лютые морозы…

### BFF R.I.P.
Лучшие подруги, покойтесь с миром. У себя на заднем дворе Лиза вместе с Джейни играет в прятки. Внезапно газонокосилка сама собой включается и убивает Джейни. После этого необычного происшествия, раз уж теперь Лиза стала интересной, Шерри и Терри соглашаются с ней дружить, но тут же оказываются раздавленными случайно упавшей надгробной плитой. Лиза посещает психолога, которая погибает под внезапно упавшей картиной. Шеф Виггам проводит расследование. Он обнаруживает в комнате Лизы лак для ногтей, который также присутствует и на орудиях убийства. Лиза рассказывает, что использовала этот лак последний раз давно и это было во время игры с воображаемой подругой Рейчел. Через некоторое время во время поездки на школьном автобусе рядом с Лизой появляется Рейчел и убивает Милхауса. Она объясняет, что убивает друзей Лизы из ревности. Поскольку Рейчел воображаемая подруга, то, кроме Лизы, её никто не видит. Полиция отправляет Лизу в тюрьму, но Барт помогает ей бежать. Они отправляются домой, где в это время Рейчел пытается убить Мардж. Гомер, поскольку очень пьян, видит Рейчел и борется с ней при помощи своего воображаемого друга детства Сержанта Сосискина. Лиза пытается победить её при помощи своего воображения. Она представляет Рейчел женщиной средних лет, которая замужем за дантистом, и та исчезает.

### MoeFinger
Мофингер. Пародия на фильм Kingsman: Секретная служба. Мо спасает Барта от хулиганов, а затем отводит в потайной подвал под столом для бильярда в «Таверне Мо». Там Барт узнаёт, что все пьянчуги из бара на самом деле секретные агенты, в том числе и Гомер. Мо рассказывает Барту, что Гомер не вернулся с последнего задания и скорее всего погиб, поэтому предлагает Барту занять место отца и стать секретным агентом. В это время появляется интересная информация: некая компания скупила всё пиво в мире. Эта же компания в ближайшее время устраивает бесплатный концерт Steely Dan. Секретные агенты приходят на концерт, где узнают, что глава этой компании — Гомер Симпсон. Гомер рассказывает им о своём коварном плане. Он сконструировал лавовую машину, которая зальёт весь мир лавой и потом, чтобы отпраздновать это событие, ему будет нужно много пива. Затем Гомер натравливает на секретных агентов фанатов группы Steely Dan. Завязывается кровавый бой, в финале которого Барту предстоит сразиться со своим отцом.
В конце серии звучит песня под названием «600», в которой поётся о том, какой же живучий сериал «Симпсоны». Видеоряд к песне выполнен в стиле начальных титров фильмов про Джеймса Бонда. На экране в это время также показаны логотипы различных шоу канала FOX, которые за то время, что идут «Симпсоны» уже успели начаться и закрыться, в их числе «Садись, двойка!», «Аллен Грегори», «Футурама» и др.

## Приём
Серия получила смешанные отзывы. Деннис Перкинс с сайта The A.V. Club поставил ей «B-». Джесси Шедин с сайта IGN поставил серии 5.8 из 10, отметив, что ему больше понравилось вступление и концовка, чем собственно сама серия.
Эпизод в вечер премьеры посмотрело 7,44 млн человек.

## Культурные отсылки
- В конце своего видеообращения мистер Бёрнс обливается водой и исполняет танец из фильма «Танец-вспышка» 1983 года под музыку из этого же фильма[1].